# Ghiacciaio McCance
Il ghiacciaio McCance (in inglese McCance Glacier) è un ghiacciaio lungo 30 km e largo 5, sulla costa di Loubet, nella parte occidentale della Terra di Graham, in Antartide. Il ghiacciaio, il cui punto più alto si trova 680 m s.l.m., si trova in particolare nei dintorni della collina Hutchinson, sul  versante occidentale dell'altopiano di Avery e fluisce in direzione nord-nordovest lungo il fianco occidentale della dorsale Osikovo e dei picchi Kladnitsa e Rubner fino ad entrare nella baia di Darbel.

## Storia
Il ghiacciaio McCance è stato mappato dal British Antarctic Survey, che all'epoca si chiamava ancora Falkland Islands and Dependencies Survey, grazie a fotografie aeree scattate dalla Hunting Aerosurveys Ltd nel 1955-57. Il ghiacciaio è stato poi così battezzato nel 1959 dal Comitato britannico per i toponimi antartici in onore di Robert A. McCance, del Dipartimento di Medicina Sperimentale dell'Università di Cambridge, per il suo grande contributo al calcolo delle razioni concentrate che dovevano essere trasportate su slitta durante le spedizioni polari britanniche tra il 1938 e il 1958.